# 日本鬼子 (角色)

日本鬼子的形象展示。

日本鬼子（日语：／ Hinomoto Oniko）是一个2010年于日本2ch论坛news4vip板块创造的萌系角色。该角色为中文对日本侵华军人的蔑称“日本鬼子”的萌拟人化演绎形象。

## 創作背景
2010年于日本2ch论坛创造了日本鬼子角色（日语： Hinomoto Oniko），在日本網路爆紅。该角色为中文蔑称“日本鬼子”的萌拟人化形象，挑戰了中文对日本鬼子野蛮、无恶不作的形象，以表現侮辱的内涵可以反客為主的觀點，諷刺該漢語詞語，创作緣起于2010年由于长期的釣魚臺争端而引起的中国渔船与日本巡逻船钓鱼岛相撞事件以及由此在中国网民中引起的反日情绪和中国人的岛屿主权争端的公众反应。

## 语源
日语中“日本鬼子”通常音读为（Nihon kishi），但也可以训读成女性人名（Hinomoto Oniko）。其中的姓氏字面意思为“日出之地”，并有日本女性人名常见的语尾“子”（こ）（如山田花子）。

## 设定
其形象为黑色长发，肤色白皙，身穿和服的年轻女鬼（おに），头戴般若之面，手持日本刀或者薙刀。该角色还有个变种即（Ko-hinomoto），是由中文的另一贬称小日本萌化而来，被设定为可爱小女生，是日本鬼子的妹妹。